# Ermes Stampa
Ermete Stampa (Milano, ... – Novara, 1526) è stato un vescovo cattolico italiano.

## Biografia
Molto scarse sono le informazioni relative a Ermes Stampa (anche menzionato nei documenti come Ermete o Hermes).
Già prevosto di Olgiate Olona, ricoprì inoltre la posizione di protonotario apostolico.
Il 20 dicembre 1525 venne nominato vescovo di Novara in seguito alla rinuncia con riserva di regresso del vescovo originariamente prescelto, Giovannangelo Arcimboldi.
Morì a Novara nel 1526.
Non va confuso con l'omonimo poeta Ermes Stampa (1614-1647) che compose una serie di rime che furono molto apprezzate e che gli valsero l'inclusione nelle accademie dei Delfici di Venezia e dei Disinvolti di Pesaro guadagnandosi l'amicizia di Giovan Francesco Loredan (1607-1661) e Francesco Bollani.